# Ocosingo

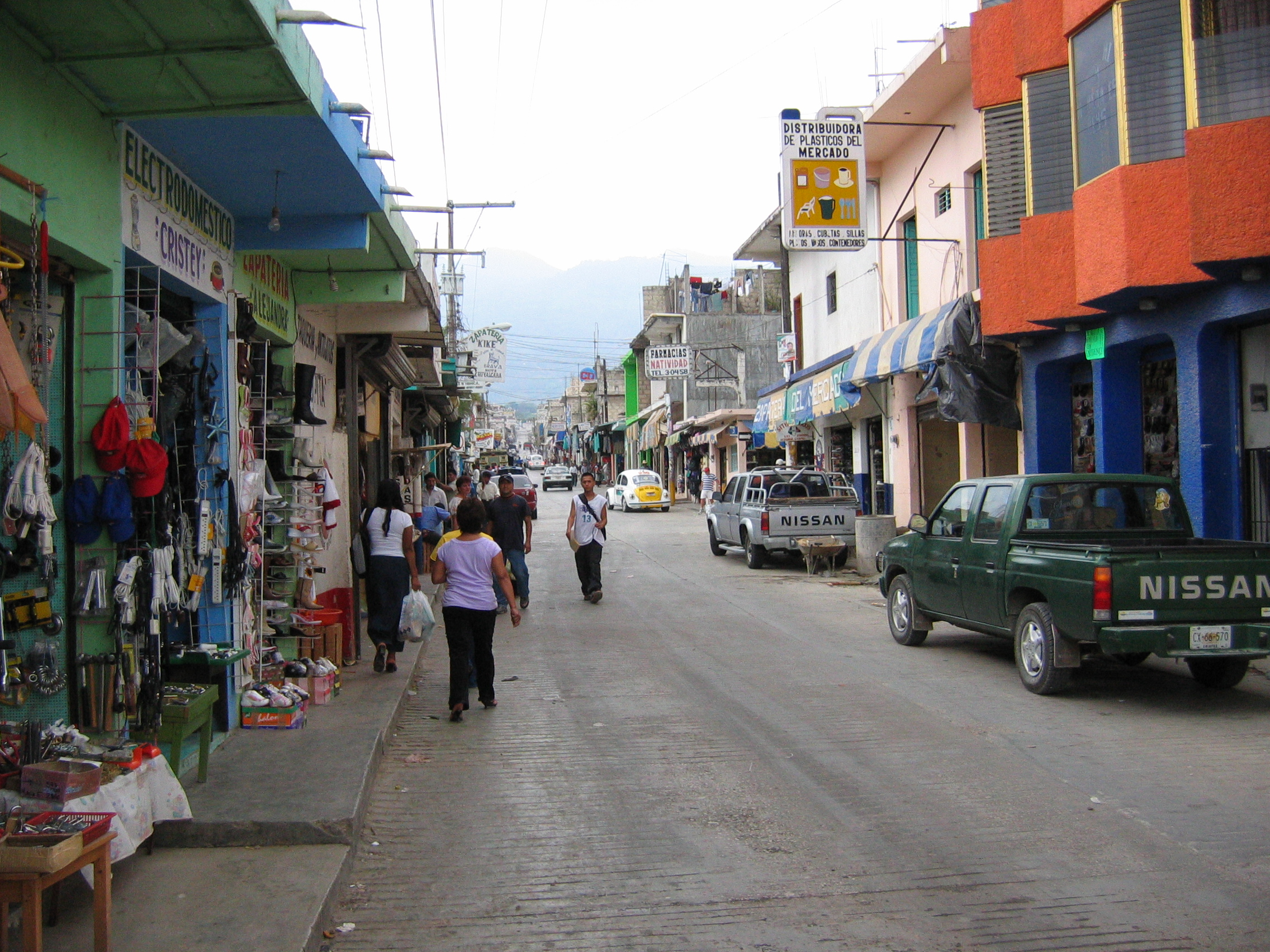
Rue à Ocosingo

Ocosingo est une ville du Mexique, située dans l'état de Chiapas. Elle se trouve sur la route qui relie la ville de Palenque à celle de San Cristóbal de Las Casas.[réf. nécessaire]

## Toponymie
Ocosingo signifie en náhuatl « lieu de l'homme noir ».
Le nom indien de la ville est Hucutsin, comme utilisé par B. Traven dans son roman La Révolte des pendus.

## Histoire
Avant l'arrivée des conquistadors espagnols, Ocosingo était une bourgade tzeltal assez importante, comme en témoigne le fait que les premiers missionnaires visitant la région s'y intéressent. Au cours du XVIe siècle, nombre de peuplades des forêts viennent habiter Ocosingo. En 1554, la population de Pochutla y émigre, et forme un quartier indépendant.
En 1768, lors de la première division territoriale, Ocosingo est rattaché à la municipalité de Ciudad Real (San Cristóbal de Las casas).
En 1829, le gouverneur de l'État du Chiapas, Don Emeterio Piñeda, lui accorde la catégorie de ville.
En 1883, lors d'une autre division du territoire, la ville est fusionnée à sa voisine Chilón
En 1918, la ville est occupée par les forces conservatrices du général contre-insurrectioniste Alberto Piñeda.
En 1989, elle est rattachée à Cancuc pour former le nouveau municipio libre de San Juan Cancuc.

## Géographie
La ville d'Ocosingo est située dans les montagnes, à une altitude moyenne de 900m. Elle est aussi sur la route San Cristóbal de Las Casas et Palenque.
Au nord, elle est limitée par la municipalité de Palenque, à l'est et au sud par la république de Guatemala, au sud-est par las Margaritas, au nord-est par Chilón, Oxchuc, Altamirano et San Juan Cancuc.

## Climat
Le climat du municipio varie avec l'altitude mais celui prédominant est le chaud-humide. La température moyenne annuelle est de 24,3 °C avec une hauteur de précipitations de 1,804 millimètres par an.[réf. nécessaire]

## Niveau de vie, et état des services publics
(décembre 2015).
Selon les statistiques publiées par le gouvernement, en 2005 dans la ville d'Ocosingo :
- 56,51 % de la population vit sur un sol de terre
- 40,13 % ont un sol dur

De plus, 
- 18 % n'ont pas accès à l'énergie électrique (dans le municipio : 23 % )
- 18 % n'ont pas accès à l'eau courante. (dans le municipio : 31 %)
- 65 % n'ont pas de tout à l'égout. (dans le municipio : 64 %)

35 % des hommes et 65 % des femmes sont analphabètes

## Démographie
(décembre 2015).
La population totale du chef-lieu est de 248 117 habitants.

## Monuments
Les principaux sites touristiques du municipio d'Ocosingo sont les ruines archéologiques de Yaxchilan et Bonampak ainsi que celles de Toniná.
En outre, il y a l'église catholique de San Jacinto (1569) et le palais municipal (1912).

## Gastronomie "célèbre" d'Ocosingo
Le queso de bola (littéralement "fromage en forme de boule") d'Ocosingo rappelle le caciocavallo italien, tant par son type que par sa forme. Produit autour de la ville d'Ocosingo (dans la partie nord-est de l'État du Chiapas), il se distingue des autres types de fromages artisanaux mexicains car il est en fait fabriqué à partir de deux fromages, l'un pour l'extérieur et l'autre pour l'intérieur. La croûte extérieure forme un creux qui durcit avec le temps et est parfois comestible, tandis que la pâte intérieure, de couleur jaune paille vif, est de consistance crémeuse et a un goût laiteux, frais et légèrement salé. Le processus de production qui permet de le distinguer est particulier et se transmet de génération en génération, depuis les premiers vachers de la région. Il est fabriqué à partir de lait cru de vache dans de petites fromageries familiales, comme Quesos Laltic, Queseria San Rosa ou encore Queseria Santa Ros).

## Fêtes traditionnelles
La fête régionale la plus importante est la celle de la Candelaria. Il y a aussi la fête du Saint Patron, qui a lieu  du 13 au 15 août.